# Дипкурьер (фильм)
«Дипкурьер» (англ. Diplomatic Courier) — шпионский триллер режиссёра Генри Хэтэуэя, вышедший на экраны в 1952 году.
В основу фильма положен роман Питера Чейни «Зловещее задание». Фильм рассказывает о дипломатическом курьере Государственного департамента США, который во время выполнения поручения в Восточной Европе вскоре после окончания Второй мировой войны фактически превращается в агента разведки, ведущего охоту за пропавшим сверхсекретным документом.
Фильм сочетает черты полудокументального нуара, который прославил Генри Хэтэуэя на рубеже 1940-50-х годов, послевоенного европейского континентального нуара в духе «Третьего человека» (1949) и шпионского триллера эпохи Холодной войны.

## Сюжет
Дипломатический курьер Государственного департамента США Майк Келлс (Тайрон Пауэр) получает срочное задание вылететь в Зальцбург для встречи с другим дипкурьером, своим старым военным товарищем Сэмом Кэрью, который следует из Бухареста, и по пути должен передать ему сверхсекретный документ. На соседнем месте в самолёте с Майком оказывается богатая соблазнительная американка Джоан Росс (Патриция Нил). Узнав, что из-за задержки самолёта Майк опаздывает на важную встречу, Джоан предлагает подвезти его на своей машине. Доставив Майка до гостиницы, Джоан выражает надежду на продолжение знакомства.
Майк бежит на вокзал, где у него запланирована встреча с Сэмом. Он замечает Сэма в придорожном кафе, однако тот делает вид, что не узнаёт Майка, выходит из кафе и садится в поезд. Майк замечает, что за Сэмом следят двое человек. Не долго раздумывая, он запрыгивает в уже тронувшийся с места состав. В вагоне Майк обращает внимание, что соседний с Сэмом вагон занимает молодая блондинка (Хильдегард Кнеф), которая как будто бы знакома с ним. Увидев Майка в вагоне Сэм знаком даёт Майку понять, что им не стоит вступать в контакт. В вагоне-ресторане Майк видит подтверждение того, что за Сэмом неотступно следуют двое мужчин, а блондинка каким-то образом связана и с ними. Когда поезд идёт сквозь тоннель, во всём поезде гаснет свет. Майк выходит из купе и видит, как в тамбуре двое душат, а затем выбрасывают Сэма из поезда. Майк останавливает поезд, и вместе с представителями американской военной администрации отправляется на осмотр места происшествия. Они находят тело Сэма, его портфель и разбросанные документы, однако среди них нет того, который должен забрать Майк.
Поезд продолжает свой путь, а Майк отправляется в ближайший штаб американской военной контрразведки, где его с пристрастием допрашивают полковник Кэгл (Стивен МакНэлли) и сержант Гелвада (Карл Молден). Выяснив, что документа у Майка нет, и единственной ниточкой, связывающей Майка с документом, осталась блондинка в поезде, Кэгл направляет Майка в погоню за поездом, чтобы он смог разыскать и опознать таинственную блондинку.
Майк добирается до города Триест, который в то время имел статус свободной территории и был разделён на зоны, управляемые различными странами. Майк обнаруживает у себя в кармане фотографию блондинки с названием гостиницы, написанным на обратной стороне. Он селится в эту гостиницу и идёт в бар, где встречает Джоан. Она рассказывает ему, что путешествует по Европе в поисках развлечений. Тем временем к Майку подходит торговец наручными часами, в одних из которых по гравировке Майк узнаёт часы Сэма, он также получает от торговца адрес. Майк выходит из бара, и в этот момент на него налетает автомобиль. Майку удаётся увернуться, однако автомобиль насмерть сбивает торговца.
Майк забирает часы и направляется по полученному адресу, где обнаруживает ту самую блондинку. Вопреки ожиданию Майка, она рада его видеть. Она представляется как Джанин Бетки, и рассказывает ему, что не следила за Сэмом, а любила его. Далее Джанин сообщает, что в начале войны она была завербована советской разведкой, однако затем сблизилась с Сэмом и стала двойным агентом, тайно поставляя информацию американцам. За это Сэм взял её с собой, чтобы вывезти в Америку. Однако у американской контрразведки нет подтверждения того, что Джанин работала на американцев, и они продолжают подозревать её в похищении документа. Одновременно Джанин находится под подозрением у шефа русской разведки, который также охотится за документом. Он требует, чтобы Джанин немедленно выдала его. Она обещает передать документ обеим сторонам, взамен требуя гарантий личной безопасности.
Майк догадывается, что Сэм спрятал микрофильм, на котором сфотографирован документ, в свои наручные часы, и отправляется за ним к часовщику, которому Джанин отдала их в починку. Тем временем Джоан добивается встречи с Майком, утверждая, что её пытался убить снайпер. Затем она говорит Майку, что давно поняла, чем он занимается, и начинает уговаривать его передать ей секретный документ. Когда он отказывает, Джоан угрожает ему оружием, но появившийся вовремя сержант Гелвада обезвреживает её. Затем Майк передаёт микрофильм Кэглу, который подтверждает, что это действительно тот самый материал, содержащий план захвата советскими войсками Югославии.
Русские агенты тем временем обыскивают вещи Джанин и Майка, однако ничего не находят. Вскоре они выслеживают Майка и похищают его. Обыскав и избив его, они выбрасывают раненого Майка в море в районе порта, однако местные рыбаки замечают и спасают его.
Джанин обманывает шефа русской разведки, говоря, что спрятала документ в другом городе, и уезжает вместе с ним на поезде. Кэгл говорит Майку, что операция закончена, и приказывает ему вернуться в Вашингтон и вернуться к своим делам. Однако Майк считает своим долгом спасти Джанин, и Кэгл соглашается ему помочь. Майк догоняет поезд и находит купе, где русские удерживают девушку. В борьбе с вооружённым шефом русской разведки Майк побеждает его, и в последний момент выскакивает вместе с Джанин из уходящего поезда. Их дело закончено, и Майк говорит Джанин, что, наконец, увидел в ней девушку…

## В ролях
- Тайрон Пауэр — Майк Келлс
- Патриция Нил — Джоан Росс
- Хильдегард Кнеф — Жаннин Бетки
- Стивен МакНэлли — полковник Марк Кэгл
- Карл Молден — сержант Эрни Гелвада
- Даббс Грир — клерк в Управлении разведки (в титрах не указан)
- Том Пауэрс — Черни (в титрах не указан)

## Режиссёр и исполнители главных ролей
Генри Хэтэуэй известен своими «полудокументальными триллерами, рассказанными в стиле „реальной жизни“ и с использованием многих фактических событий и подробностей». Хэтэуэй, «только что успешно снявший Тайрона Пауэра в приключенческом экшне „Чёрная роза“ (1950), к тому времени добился заметных достижений у критики и в прокате с полудокументальными триллерами „Дом на 92-й улице“ (1945), „Улица Мадлен, 13“ (1947), „Поцелуй смерти“ (1947) и „Звонить Нортсайд 777“ (1948). Влияние этих фильмов на „Дипломатический курьер“ ощутимо, особенно в начальных сценах в Государственном департаменте, где процесс получения и расшифровки сообщений подчёркнут реалистическими интерьерами и демонстрацией технических средств».
Известный, прежде всего, как герой приключенческих и романтических фильмов, Тайрон Пауэр сыграл и в нескольких художественно значимых картинах, среди них драма «На краю лезвия» (1946) по роману Сомерсета Моэма, фильм нуар «Аллея кошмаров» (1947) и судебная драма по Агате Кристи «Свидетель обвинения» (1957). Актриса немецкого происхождения Хильдегард Кнеф прославилась серией ролей в послевоенных драмах, среди них «Убийцы среди нас» (1946), «Решение до рассвета» (1951) и «Человек посередине» (1953). Патриция Нил сыграла главные роли в таких значимых фильмах, как фантастическая драма «День, когда Земля остановилась» (1951), фильм нуар «Переломный момент» (1950), социальная драма «Лицо в толпе» (1957) и мелодрама «Завтрак у Тиффани» (1961).

## Оценка критики
Критика оценила фильм в целом положительно, хотя и с известными оговорками. Журнал «Variety» назвал картину «первоклассной шпионской историей», а «TimeOut» — «изящным, напряжённым шпионским триллером». По мнению Таны Хобарт, «это неожиданно увлекательный шпионский фильм… с неожиданными поворотами, сюжетными сюрпризами, с агентами и двойными агентами, ложной информацией и тому подобное». Крейг Батлер отмечает, что «несмотря на свои сильные стороны, „Курьер“ представляется немного несфокусированным, такое впечатление, что Хэтэуэй не знал, что делать с материалом», подытоживая своё мнение словами: «Для тех, кого не пугает неубедительный сюжет и странности персонажей, „Курьер“ будет весьма забавен». С другой стороны, Босли Кроутер в «Нью-Йорк таймс» заключил, что "картина не более чем средней привлекательности, а Эндрю Уиклифф ещё более негативно оценил фильм, написав, что он был бы «неопасной пустой тратой времени, если бы не слабый финал».
Большинство критиков отмечают сочетание в картине полудокументального стиля, который режиссёр Генри Хэтэуэй успешно разрабатывал на рубеже 1940-50-х годов, с жанром триллера, а также сильную операторскую работу. Так, «TimeOut» написал, что "фильм красиво снят Люсьеном Баллардом как международный вариант полудокументального стиля, который Хэтэуэй выработал на фильмах «Дом на 92-й улице», «Улица Мадлен, 13» и «Звонить Нортсайд 777». Крейг Батлер указывает, что фильм «содержит все элементы хорошего шпионского триллера — наверное, даже их слишком много — и отличается сочной операторской работой Люсьена Балларда», продолжая, что «Дипкурьер» «начинается в полудокументальном жанре, но отходит от этого стиля почти в самом начале, что делает его непоследовательным». Кроутер отмечает, что «фильм содержит все знакомые ингредиенты континентального шпионского детектива — секреты Государственного департамента, европейские поезда, убийцы, разбойники, советские агенты, красивые и непредсказуемые дамы, военная полиция, звучание цитры и, естественно, загнанный в угол человек». «TimeOut» подчеркивает, что «сюжет, взятый из романа Питера Чейни („Зловещее задание“), сведён главным образом к быстро развивающемуся действию, в основном, в Триесте».
Пол Мэвис характеризует фильм словами: «С определённым полудокументальным основанием и европейской атмосферой,… „Дипкурьер“ является классическим пост-хичкоковским, до-бондовским триллером, он довольно приятен по сравнению с сегодняшними безумно преувеличенными, бешенными шпионскими интригами», продолжая, что «„Дипкурьер“ несёт приятно уловимый хичкоковский дух и сюжетные моменты, такие как бессмысленный Макгаффин (вещь, ради которой все гибнут), холодная, таинственная блондинка, которая готова играть на обе стороны ради собственного спасения, и интрига в поезде». Уиклифф считает, что «„Дипкурьер“ начинается намного сильнее, чем заканчивается. На протяжении приблизительно половины фильма — это послевоенная вариация хичкоковских работ 1930-х годов, где происходят необъяснимые, странные события, которые пытается распутать герой», однако затем, по его словам «фильм меняет передачу, превращаясь в голливудскую попытку сделать „Третьего человека“. Он успешен в первой части и выглядит жалко — во второй». «TimeOut» обращает внимание ещё на одно обстоятельство: «Упрощенчество (эпохи) Холодной войны правит здесь, как это было всегда в (фильмах) начала 1950-х годов».
Многие специалисты отмечают, что, вероятно, наиболее слабой стороной картины является сценарий. Кроутер прямо пишет, «что проблема заключается в сценарии. Кейси Робинсон и Лайам О’Брайен, написавшие сценарий по роману Питеру Чейни, собрали впечатляющий набор мелодраматических эпизодов, таких как таинственное убийство в поезде, групповые нападения в Триесте, двойная игра и, конечно, кульминационная „гонка с преследованием“. Однако, по мнению, Кроутера, им не удалось создать „ясную историю со саспенсом“, а мистер Хэтэуэй не смог так поставить её», чтобы подняться над общим уровнем других аналогичных картин. Кроутера также смущает та роль, которую авторы фильма возложили на обычного дипкурьера, и те дела, к «которым он не имеет никакого отношения. И в этих ситуациях он действует как довольно тупой болван». То же можно сказать и о «других мощных сторонах в этой фантастической игре в кошки-мышки». Батлер считает, что «сценарий аккуратно подогнан и предлагает много увлекательных моментов, хотя немного банален и механистичен, а режиссёр не нашёл способа скрыть эти недостатки». А по мнению Хобарт, хотя «в сюжете много дыр, их скрывает хорошая актёрская игра и плотная режиссёрская работа». Подводя итог сюжету фильма, Кроутер резюмирует, что «можно и не говорить о том, что важный секрет найден и передан кому надо, но задолго до того интерес и терпение (зрителя) уже разорваны на клочки».
Критики в целом высоко оценили актёрскую игру. Батлер пишет, что «состав актёров довольно хороший,… Тайрон Пауэр в очень хорошей форме, а Хильдегард Кнеф пленительна. Энергичная игра Карла Молдена, возможно, немного чрезмерна, но его также интересно видеть играющим в такой манере,… но очень талантливая Патриция Нил немного не на месте — однако не до степени, разрушительной для фильма». По мнению Уиклиффа, герой Пауэра «намного интереснее», когда заметно, что (шпионская) работа ему не по плечу. Но «в конце концов, он превращается в стандартного героического главного героя и фильм становится намного менее интересным». Он также считает, что «Патриция Нил хороша, но материал её подводит». Однако "часть проблемы (фильма) заключается в Хильдегард Кнеф,… игра которой наряду с бесконечностью последних тридцати минут опрокидывает «Дипкурьер». Одного из русских агентов, убивающих Сэма, играет Чарльз Бучински, впоследствии известный как Чарльз Бронсон, другой известный в будущем актёр Ли Марвин также исполняет небольшую роль офицера комендатуры.